# 豸峰村
29°16′34″N 117°40′14″E / 29.27611°N 117.67056°E
豸峰村位于中国江西省上饶市婺源县中云镇，居民多为潘姓。 豸峰村民居（含:成义堂、潘永泰宅、潘先熊宅、潘松印宅）于2006年被列为江西省文物保护单位，其中豸峰成义堂已于2006年作为婺源宗祠的子项目被列为全国重点文物保护单位。豸峰村资深堂也作为“婺源明清祠堂”的子项目列为江西省文物保护单位。